# Distrito Municipal de West Coast
El Distrito Municipal de West Coast (en afrikáans: Weskus-distriksmunisipaliteit) es un distrito de la provincia Occidental del Cabo, Sudáfrica. Moorreesburg es la cabecera del distrito. 

## Demografía
El distrito está subdividido en los siguientes municipios locales:
| Nombre       | Cabecera    | Población (2011) | Sup. (km²) | Densidad (hab/km²) |
| ------------ | ----------- | ---------------- | ---------- | ------------------ |
| Matzikama    | Vredendal   | 67 147           | 12 981     | 5,2                |
| Cederberg    | Clanwilliam | 49 768           | 8 007      | 6,3                |
| Bergrivier   | Piketberg   | 61 897           | 4 407      | 14,0               |
| Saldanha Bay | Vredenburg  | 99 193           | 2 015      | 49,2               |
| Swartland    | Malmesbury  | 113 762          | 3 707      | 30,7               |
| Total        | Total       | 391 767          | 31 119     | 12,6               |